# Tom Clancy's Ghost Recon (computerspel)
Tom Clancy's Ghost Recon is een tactical/first-person shooter ontwikkeld door Red Storm Entertainment en uitgegeven door Ubisoft. Het spel kwam oorspronkelijk uit in Europa voor Windows op 23 november 2001. Het is het eerste spel uit de succesvolle Tom Clancy's Ghost Recon-serie.

## Plot
Ghost Recon begint in het jaar 2008 met een burgerlijke onrust in Rusland. Ultranationalisten zijn aan de macht gekomen in de hoofdstad Moskou. Ze hebben plannen om het IJzeren Gordijn te herbouwen. Hun eerste stap is om heimelijke steun te vragen aan Georgië en de Baltische staten. Dit is waarom de Amerikaanse soldaten komen: om de opstand tot rust te brengen. Bewapend met de meest geavanceerde bewapening ter wereld moeten de Amerikaanse soldaten verschillende opdrachten uitvoeren in Rusland, Georgië en de Baltische staten om de rebellenacties in te korten en hun leiders omver te werpen.

## Ontvangst
Het spel werd gemengd ontvangen in recensies.
| Beoordeeld door                  | Jaar | Platform      | Score |
| -------------------------------- | ---- | ------------- | ----- |
| Gamezilla                        | 2001 | Windows       | 96%   |
| Game Freaks 365                  | 2002 | Xbox          | 92%   |
| FiringSquad                      | 2002 | Windows       | 87%   |
| Play.tm                          | 2001 | Windows       | 82%   |
| AppleLinks.Com                   | 2003 | Macintosh     | 80%   |
| GameZone                         | 2003 | GameCube      | 64%   |
| Digital Entertainment News (den) | 2003 | GameCube      | 60%   |
| GameSpy                          | 2003 | GameCube      | 52%   |
| IGN                              | 2002 | PlayStation 2 | 40%   |
| Game Chronicles                  | 2002 | PlayStation 2 | 38%   |